# Riviera Ligure di Ponente Rossese Finalese
Il Riviera Ligure di Ponente Rossese Finalese è un vino DOC la cui produzione è consentita nella provincia di Savona.

## Caratteristiche organolettiche
- colore: rosso rubino chiaro.
- odore: delicato, caratteristico, vinoso.
- sapore: asciutto, delicato, morbido, amarognolo

## Produzione
Provincia, stagione, volume in ettolitri
- nessun dato disponibile